# Гамильтон, Джеймс, 5-й герцог Аберкорн
Джеймс Гамильтон, 5-й герцог Аберкорн (англ. James Hamilton, 5th Duke of Abercorn; род. 4 июля 1934) — британский аристократ, пэр и политик.

## Карьера
Старший сын Джеймса Эдварда Гамильтона, 4-го герцога Аберкорна (1904—1979), и Кэтлин Крайтон (1905—1990).
Получив образование в Итонском колледже и Королевском сельскохозяйственном колледже, в 1953 году Джеймс Гамильтон был зачислен в гренадерскую гвардию в звании второго лейтенанта как лорд Джеймс Пейсли, а затем произведен в лейтенанты в 1955 году. Год спустя он оставил действительную службу и был зачислен в резерв регулярной армии. В 1964 году он стал членом парламента Фермана и Южного Тирона (когда он носил титул маркиза Гамильтона), сменив своего кузена, лорда Роберта Гровенора (позже герцога Вестминстерского). Он занял свое место на выборах 1966 года, но проиграл его Фрэнку Макманусу в 1970 году, набрав 1423 голоса. В 1970 году он служил верховным шерифом графства Тирон. В 1974 году он поступил на службу в Ольстерский оборонительный полк, но покинул полк и остался в Британской армии добровольцем в 1980 году . С 1986 по 2009 год он был лордом-лейтенантом графства Тирон. В 1999 году он был назначен рыцарем ордена Подвязки. Он был полковником Ирландской гвардии с 2000 по 2008 год. Кроме того, он был назначен лордом-стюардом королевского двора в 2001 году, служа до 2009 года.
Ему принадлежит более 15 000 акров земли (61 км2). Его резиденция — Баронскорт, недалеко от Ньютаунстюарта, графство Тирон, Северная Ирландия. Герцогство Аберкорн находится в Пэрстве Ирландии и не имеет права на место в Палате лордов, но до 1999 года герцог имел право сидеть там под своим дочерним титулом маркиза Аберкорна (Пэрство Великобритании). 17 октября 2012 года он был назначен канцлером ордена Подвязки.

## Семья
20 октября 1966 года он женился на Александре Филиппс (1946 — 2018), старшей дочери подполковника Гарольда Педро Джозефа Филлипса и Джорджины, леди Кеннард, старшей дочери сэра Гарольда Вернера, 3-го баронета, и графини Анастасии Михайловны де Торби. Александра Филлипс была старшей сестрой Натальи, жены 6-го герцога Вестминстерского.
У герцога и герцогини Аберкорн было два сына и дочь:
- Джеймс Гарольд Чарльз Гамильтон, маркиз Гамильтон (род. 19 августа 1969)[12], который сочетался браком 7 мая 2004 года в Гвардейской часовне, Казармы Веллингтон, с Таней Мари Нэйшн, старшей дочерью Дугласа Перси Кодрингтон Нэйшн, старшего управляющего директора банка Bear Stearns и его супруги Барбары «Бобби» Энн Брукс[13][14][15][16]. У них двое детей:
  - Джеймс Альфред Николас Гамильтон, виконт Страбейн (род. 30 октября 2005)[12]
  - Лорд Клод Дуглас Гарольд Гамильтон (род. 12 декабря 2007).
- Леди София Александра Гамильтон (род. 8 июня 1973)[12], которая работала моделью до 1996 года. В 2002 году она вышла замуж за британского военного журналиста Энтони Лойда, но их брак был расторгнут в 2005 году[12]. Впоследствии леди София обручилась с Хашемом Арузи в 2013 году[17]. В настоящее время она является содизайнером модного лейбла Hamilton-Paris[18].
- Лорд Николас Эдвард Клод Гамильтон (род. 5 июля 1979)[12], женился 30 августа 2009 года на Татьяне, дочери Евгения Кронберга; у них есть дочь Валентина, родившаяся в 2010 году[19].

## Титулы
- 5-й герцог Аберкорн (с 4 июня 1979)
- 14-й лорд Аберкорн из Линлитгоу (с 4 июня 1979)
- 14-й лорд Пейсли, графство Ренфру (с 4 июня 1979)
- 10-й баронет Гамильтон из Доналонга, графство Тирон, и Нины, графство Типперери (с 4 июня 1979)
- 15-й лорд Гамильтон, барон Страбан, графство Тирон (с 4 июня 1979)
- 6-й маркиз Аберкорн (с 4 июня 1979)
- 7-й виконт Гамильтон (с 4 июня 1979)
- 5-й маркиз Гамильтон из Страбана, графство Тирон (с 4 июня 1979)
- 14-й граф Аберкорн (с 4 июня 1979)
- 14-й лорд Пейсли, Гамильтон, Маунткасл и Килпатрик (с 4 июня 1979)
- 9-й барон Маунткасл, графство Тирон (с 4 июня 1979)
- 9-й виконт Страбан (с 4 июня 1979).